# Crash! Boom! Bang!
A Crash! Boom! Bang! című album a svéd Roxette duó 5. stúdióalbuma, melyet 1994. április 9-én jelentetett meg az EMI kiadó, és azonnali sikert hozott a duó számára. Európa, Ausztrália és Dél-Amerika, és több ország Top 10-es helyezettje volt. Az teljes albumot az Egyesült Államokban nem jelentették meg, így a rövidített változat a "Favorites from Crash! Boom! Bang!" címet kapta. Eme album változatot korlátozott ideig a McDonald’s üzletein keresztül értékesítették, melyből több mint 1 millió példány talált gazdára. Azonban mivel nem kiskereskedések által forgalmazták, az eladott példányszám alapján sem jutott fel az album a Billboard 200-as listájára.
Az albumról öt kislemez jelent meg: A Sleeping in My Car a második No1. helyezett volt hazájukban, és elérte a Billboard Európai kislemezlista 7. helyezését. A dal az utolsó Billboard Hot 100-as listás helyezés az Államokban, ahol az 50. helyig sikerül jutnia. Ausztráliában is ez volt az utolsó slágerük. Ezt követte a Crash! Boom! Bang!, Fireworks, Run to You, és a Vulnerable című kislemezek. A japán kiadás az Almost Unreal című dalt is tartalmazza.

## Megjelenés és promóció
Az album egy rövidített változata jelent meg az Egyesült Államokban, ahol a McDonald’s üzlethálózat terjesztette az albumot, melyből több mint egymillió példányt értékesítettek, melynek bevételét a Ronald McDonald ház jótékonysági programok finanszírozására kívántak fordítani. A lemezt a nagykereskedelmi árnál alacsonyabb áron értékesítették, ez feldühítette a kiskereskedőket, mondván ezzel teljesen értéktelenné tették a zenét. 1998-ban bírósági pert indított a Roxette és a svéd lemezkiadójuk egy uppsalai zenei produkciós társaság ellen. A duó és a kiadó állítása szerint a JGS Skivproduktion illegálisan importált 40 000 példányt az album amerikai változatából Európába. A duó ahelyett, hogy pénzbeli kártérítést igényelt volna, az összes fennmaradó példány megsemmisítését kérte.
A lemezt világszerte 1994. április 9-én jelentették meg CD, kazetta és hanglemez formátumban. A japán kiadás tartalmazza az Almost Unreal című dalt is, melyet korábban nem jelentettek meg saját albumon, csupán a Super Mario Bros. filmzenei albumon volt hallható. Az albumot 2009-ben újra kiadták bónusz zeneszámokkal. A Nielsen SoundScan szerint az albumot az Egyesült Államokban 46 000 példányszámban értékesítettek 2005 óta, import kiadásként. Az album népszerűsítésére a duó koncertkörútra indult, melynek eredményeképpen több mint egymillió ember láthatta őket. A Roxette volt az első olyan együttes, akik a Wham 1985-ös koncertje óta a kommunista Kínában koncerteztek, ahol több mint 15 000 ember láthatta őket a Munkás Sportcsarnokban. A turnét 1995. május 1-én fejezték be Moszkvában, mely egybeesett az 1917 óta ünnepelt oroszországi állami ünneppel. Az albumból több mint ötmillió példányt értékesítettek 2001 óta.

## Kritikák
| Értékelések          |           |
| Értékelő             | Értékelés |
| AllMusic             | [ 2 ]     |
| Los Angeles Times    | [ 3 ]     |
| Entertainment Weekly | C+        |
| People magazin       | Vegyes    |

Az album vegyes értékeléseket kapott az amerikai kritikusok részéről. Az Entertainment Weekly kritikusa az album balladáira, és középtempós dalaira panaszkodott, miszerint Gessle bárcsak hagyta volna, hogy Fredriksson énekelje végig mind a 15 dalt. A People magazin kiemelte a dalok sokféleségét, valamint az énekesnő hangját. Az AllMusic kritikusa szerint túl popos a rockhallgatók számára, és túl rockos a pophallgatók számára. A Los Angeles Times dicsérte a keményebb rockos beütéseket, elismerve az „élvezetesen túldíszített balladákat, rágógumi-slágereket, és a nagyszerű majdnem-grunge” érzést.

## Számlista
Az összes dalszöveg szerzője Per Gessle; az összes szám szerzője Az összes dalt Gessle írta, kivéve a "Lies" címűt, melyet Gessle és Mats MP Persson írtak.A "Go to Sleep" és a"See Me" Marie Fredriksson írta..
| Crash! Boom! Bang! eredeti megjelenés | Crash! Boom! Bang! eredeti megjelenés | Crash! Boom! Bang! eredeti megjelenés | Crash! Boom! Bang! eredeti megjelenés | Crash! Boom! Bang! eredeti megjelenés | Crash! Boom! Bang! eredeti megjelenés | Crash! Boom! Bang! eredeti megjelenés | Crash! Boom! Bang! eredeti megjelenés | Crash! Boom! Bang! eredeti megjelenés | Crash! Boom! Bang! eredeti megjelenés |
| #                                     | Cím                                   | Hossz                                 |                                       |                                       |                                       |                                       |                                       |                                       |                                       |
| ------------------------------------- | ------------------------------------- | ------------------------------------- | ------------------------------------- | ------------------------------------- | ------------------------------------- | ------------------------------------- | ------------------------------------- | ------------------------------------- | ------------------------------------- |
| 1.                                    | Harleys & Indians (Riders in the Sky) | 3:45                                  |                                       |                                       |                                       |                                       |                                       |                                       |                                       |
| 2.                                    | Crash! Boom! Bang!                    | 5:02                                  |                                       |                                       |                                       |                                       |                                       |                                       |                                       |
| 3.                                    | Fireworks                             | 3:58                                  |                                       |                                       |                                       |                                       |                                       |                                       |                                       |
| 4.                                    | Run to You                            | 3:39                                  |                                       |                                       |                                       |                                       |                                       |                                       |                                       |
| 5.                                    | Sleeping in My Car                    | 3:47                                  |                                       |                                       |                                       |                                       |                                       |                                       |                                       |
| 6.                                    | Vulnerable                            | 5:03                                  |                                       |                                       |                                       |                                       |                                       |                                       |                                       |
| 7.                                    | The First Girl on the Moon            | 3:11                                  |                                       |                                       |                                       |                                       |                                       |                                       |                                       |
| 8.                                    | Place Your Love                       | 3:09                                  |                                       |                                       |                                       |                                       |                                       |                                       |                                       |
| 9.                                    | I Love the Sound of Crashing Guitars  | 4:49                                  |                                       |                                       |                                       |                                       |                                       |                                       |                                       |
| 10.                                   | What's She Like?                      | 4:16                                  |                                       |                                       |                                       |                                       |                                       |                                       |                                       |
| 11.                                   | Do You Wanna Go the Whole Way?        | 4:11                                  |                                       |                                       |                                       |                                       |                                       |                                       |                                       |
| 12.                                   | Lies                                  | 3:41                                  |                                       |                                       |                                       |                                       |                                       |                                       |                                       |
| 13.                                   | I'm Sorry                             | 3:10                                  |                                       |                                       |                                       |                                       |                                       |                                       |                                       |
| 14.                                   | Love Is All (Shine Your Light on Me)  | 6:41                                  |                                       |                                       |                                       |                                       |                                       |                                       |                                       |
| 15.                                   | Go to Sleep                           | 3:58                                  |                                       |                                       |                                       |                                       |                                       |                                       |                                       |
| 62:06                                 |                                       |                                       |                                       |                                       |                                       |                                       |                                       |                                       |                                       |

| Crash! Boom! Bang! Japán megjelenés | Crash! Boom! Bang! Japán megjelenés   | Crash! Boom! Bang! Japán megjelenés | Crash! Boom! Bang! Japán megjelenés | Crash! Boom! Bang! Japán megjelenés | Crash! Boom! Bang! Japán megjelenés | Crash! Boom! Bang! Japán megjelenés | Crash! Boom! Bang! Japán megjelenés | Crash! Boom! Bang! Japán megjelenés | Crash! Boom! Bang! Japán megjelenés |
| #                                   | Cím                                   | Hossz                               |                                     |                                     |                                     |                                     |                                     |                                     |                                     |
| ----------------------------------- | ------------------------------------- | ----------------------------------- | ----------------------------------- | ----------------------------------- | ----------------------------------- | ----------------------------------- | ----------------------------------- | ----------------------------------- | ----------------------------------- |
| 1.                                  | Harleys & Indians (Riders in the Sky) | 3:45                                |                                     |                                     |                                     |                                     |                                     |                                     |                                     |
| 2.                                  | Crash! Boom! Bang!                    | 5:02                                |                                     |                                     |                                     |                                     |                                     |                                     |                                     |
| 3.                                  | Fireworks                             | 3:58                                |                                     |                                     |                                     |                                     |                                     |                                     |                                     |
| 4.                                  | Run to You                            | 3:39                                |                                     |                                     |                                     |                                     |                                     |                                     |                                     |
| 5.                                  | Sleeping in My Car                    | 3:46                                |                                     |                                     |                                     |                                     |                                     |                                     |                                     |
| 6.                                  | Vulnerable                            | 5:01                                |                                     |                                     |                                     |                                     |                                     |                                     |                                     |
| 7.                                  | The First Girl on the Moon            | 3:00                                |                                     |                                     |                                     |                                     |                                     |                                     |                                     |
| 8.                                  | Place Your Love                       | 3:10                                |                                     |                                     |                                     |                                     |                                     |                                     |                                     |
| 9.                                  | I Love the Sound of Crashing Guitars  | 4:48                                |                                     |                                     |                                     |                                     |                                     |                                     |                                     |
| 10.                                 | What's She Like?                      | 4:14                                |                                     |                                     |                                     |                                     |                                     |                                     |                                     |
| 11.                                 | Do You Wanna Go the Whole Way?        | 4:11                                |                                     |                                     |                                     |                                     |                                     |                                     |                                     |
| 12.                                 | Almost Unreal                         | 3:59                                |                                     |                                     |                                     |                                     |                                     |                                     |                                     |
| 13.                                 | Lies                                  | 3:41                                |                                     |                                     |                                     |                                     |                                     |                                     |                                     |
| 14.                                 | I'm Sorry                             | 3:10                                |                                     |                                     |                                     |                                     |                                     |                                     |                                     |
| 15.                                 | Love Is All (Shine Your Light on Me)  | 6:41                                |                                     |                                     |                                     |                                     |                                     |                                     |                                     |
| 16.                                 | Go to Sleep                           | 3:59                                |                                     |                                     |                                     |                                     |                                     |                                     |                                     |
| 66:05                               |                                       |                                     |                                     |                                     |                                     |                                     |                                     |                                     |                                     |

| Favorites from Crash! Boom! Bang! Amerikai megjelenés | Favorites from Crash! Boom! Bang! Amerikai megjelenés | Favorites from Crash! Boom! Bang! Amerikai megjelenés | Favorites from Crash! Boom! Bang! Amerikai megjelenés | Favorites from Crash! Boom! Bang! Amerikai megjelenés | Favorites from Crash! Boom! Bang! Amerikai megjelenés | Favorites from Crash! Boom! Bang! Amerikai megjelenés | Favorites from Crash! Boom! Bang! Amerikai megjelenés | Favorites from Crash! Boom! Bang! Amerikai megjelenés | Favorites from Crash! Boom! Bang! Amerikai megjelenés |
| #                                                     | Cím                                                   | Hossz                                                 |                                                       |                                                       |                                                       |                                                       |                                                       |                                                       |                                                       |
| ----------------------------------------------------- | ----------------------------------------------------- | ----------------------------------------------------- | ----------------------------------------------------- | ----------------------------------------------------- | ----------------------------------------------------- | ----------------------------------------------------- | ----------------------------------------------------- | ----------------------------------------------------- | ----------------------------------------------------- |
| 1.                                                    | Harleys & Indians (Riders in the Sky)                 | 3:45                                                  |                                                       |                                                       |                                                       |                                                       |                                                       |                                                       |                                                       |
| 2.                                                    | Run to You                                            | 3:39                                                  |                                                       |                                                       |                                                       |                                                       |                                                       |                                                       |                                                       |
| 3.                                                    | Crash! Boom! Bang!                                    | 5:02                                                  |                                                       |                                                       |                                                       |                                                       |                                                       |                                                       |                                                       |
| 4.                                                    | I Love the Sound of Crashing Guitars                  | 4:48                                                  |                                                       |                                                       |                                                       |                                                       |                                                       |                                                       |                                                       |
| 5.                                                    | Do You Wanna Go the Whole Way?                        | 4:09                                                  |                                                       |                                                       |                                                       |                                                       |                                                       |                                                       |                                                       |
| 6.                                                    | The First Girl on the Moon                            | 3:02                                                  |                                                       |                                                       |                                                       |                                                       |                                                       |                                                       |                                                       |
| 7.                                                    | Place Your Love                                       | 3:07                                                  |                                                       |                                                       |                                                       |                                                       |                                                       |                                                       |                                                       |
| 8.                                                    | Lies                                                  | 3:34                                                  |                                                       |                                                       |                                                       |                                                       |                                                       |                                                       |                                                       |
| 9.                                                    | I'm Sorry                                             | 3:13                                                  |                                                       |                                                       |                                                       |                                                       |                                                       |                                                       |                                                       |
| 10.                                                   | Go to Sleep                                           | 4:00                                                  |                                                       |                                                       |                                                       |                                                       |                                                       |                                                       |                                                       |
| 38:20                                                 |                                                       |                                                       |                                                       |                                                       |                                                       |                                                       |                                                       |                                                       |                                                       |

| Crash! Boom! Bang! 2009 reissue (CD bonus tracks) | Crash! Boom! Bang! 2009 reissue (CD bonus tracks) | Crash! Boom! Bang! 2009 reissue (CD bonus tracks) | Crash! Boom! Bang! 2009 reissue (CD bonus tracks) | Crash! Boom! Bang! 2009 reissue (CD bonus tracks) | Crash! Boom! Bang! 2009 reissue (CD bonus tracks) | Crash! Boom! Bang! 2009 reissue (CD bonus tracks) | Crash! Boom! Bang! 2009 reissue (CD bonus tracks) | Crash! Boom! Bang! 2009 reissue (CD bonus tracks) | Crash! Boom! Bang! 2009 reissue (CD bonus tracks) |
| #                                                 | Cím                                               | Hossz                                             |                                                   |                                                   |                                                   |                                                   |                                                   |                                                   |                                                   |
| ------------------------------------------------- | ------------------------------------------------- | ------------------------------------------------- | ------------------------------------------------- | ------------------------------------------------- | ------------------------------------------------- | ------------------------------------------------- | ------------------------------------------------- | ------------------------------------------------- | ------------------------------------------------- |
| 16.                                               | Almost Unreal                                     | 3:54                                              |                                                   |                                                   |                                                   |                                                   |                                                   |                                                   |                                                   |
| 17.                                               | Crazy About You                                   | 3:57                                              |                                                   |                                                   |                                                   |                                                   |                                                   |                                                   |                                                   |
| 18.                                               | See Me                                            | 3:44                                              |                                                   |                                                   |                                                   |                                                   |                                                   |                                                   |                                                   |
| 73:30                                             |                                                   |                                                   |                                                   |                                                   |                                                   |                                                   |                                                   |                                                   |                                                   |

| Crash! Boom! Bang! 2009 reissue (iTunes bonus tracks) | Crash! Boom! Bang! 2009 reissue (iTunes bonus tracks) | Crash! Boom! Bang! 2009 reissue (iTunes bonus tracks) | Crash! Boom! Bang! 2009 reissue (iTunes bonus tracks) | Crash! Boom! Bang! 2009 reissue (iTunes bonus tracks) | Crash! Boom! Bang! 2009 reissue (iTunes bonus tracks) | Crash! Boom! Bang! 2009 reissue (iTunes bonus tracks) | Crash! Boom! Bang! 2009 reissue (iTunes bonus tracks) | Crash! Boom! Bang! 2009 reissue (iTunes bonus tracks) | Crash! Boom! Bang! 2009 reissue (iTunes bonus tracks) |
| #                                                     | Cím                                                   | Hossz                                                 |                                                       |                                                       |                                                       |                                                       |                                                       |                                                       |                                                       |
| ----------------------------------------------------- | ----------------------------------------------------- | ----------------------------------------------------- | ----------------------------------------------------- | ----------------------------------------------------- | ----------------------------------------------------- | ----------------------------------------------------- | ----------------------------------------------------- | ----------------------------------------------------- | ----------------------------------------------------- |
| 19.                                                   | Better Off on Her Own                                 | 2:47                                                  |                                                       |                                                       |                                                       |                                                       |                                                       |                                                       |                                                       |
| 20.                                                   | Always Breaking My Heart (Demo)                       | 3:04                                                  |                                                       |                                                       |                                                       |                                                       |                                                       |                                                       |                                                       |
| 79:21                                                 |                                                       |                                                       |                                                       |                                                       |                                                       |                                                       |                                                       |                                                       |                                                       |

## Slágerlista
| Slágerlista (1994)                   | Legjobb helyezések |
| ------------------------------------ | ------------------ |
| Argentína (CAPIF)                    | 6                  |
| Ausztrália (ARIA)                    | 3                  |
| Ausztria (Ö3 Austria)                | 3                  |
| Belgium (Ultratop)                   | 5                  |
| Kanada (The Record)                  | 13                 |
| Chile (AFP Chile)                    | 4                  |
| Dánia (Hitlisten)                    | 3                  |
| Hollandia (Album Top 100)            | 6                  |
| European Albums (Billboard)          | 3                  |
| Finnország (Suomen virallinen lista) | 2                  |
| Németország (Offizielle Top 100)     | 2                  |
| Magyarország (MAHASZ)                | 9                  |
| Olaszország (FIMI)                   | 14                 |
| Japán (Oricon)                       | 8                  |
| Norvégia (VG-lista)                  | 6                  |
| Portugália (AFP)                     | 3                  |
| Skócia (OCC)                         | 4                  |
| Spanyolország (Promúsicae)           | 2                  |
| Svédország (Sverigetopplistan)       | 1                  |
| Svájc (Schweizer Hitparade)          | 1                  |
| Egyesült Királyság (OCC)             | 3                  |

| Slágerlista (1994)             | Helyezések |
| ------------------------------ | ---------- |
| Ausztria (Ö3 Austria)          | 9          |
| Hollandia (MegaCharts)         | 48         |
| Németország (GfK)              | 9          |
| Olaszország (FIMI)             | 49         |
| Norvégia (VG-lista)            | 9          |
| Svájc (Schweizer Hitparade)    | 8          |
| Svédország (Sverigetopplistan) | 5          |

## Minősítések
| Ország                         | Minősítés  | Eladások  |
| ------------------------------ | ---------- | --------- |
| Ausztria (IFPI Austria)        | platina    | 50.000    |
| Németország (BVMI)             | platina    | 500.000   |
| Egyesült Királyság (BPI)       | arany      | 100.000   |
| Finnország (Musiikkituottajat) | platina    | 40.406    |
| Hollandia (NVPI)               | arany      | 50.000    |
| Spanyolország (PROMUSICAE)     | platina    | 100.000   |
| Svédország (GLF)               | 2x platina | 200.000   |
| Svájc (IFPI) Svájc             | platina    | 50.000    |
| Lengyelország (ZPAV)           | platina    | 100.000   |
| Japán (RIAJ)                   | 2x platina | 400.000   |
| Európa (IFPI)                  | platina    | 1.000.000 |
| Világszerte                    |            | 5.000.000 |